# Rivière du Castor (vattendrag i Kanada, lat 48,62, long -72,43)
Rivière du Castor är ett vattendrag i Kanada.   Det ligger i provinsen Québec, i den östra delen av landet, 400 km nordost om huvudstaden Ottawa.
Trakten runt Rivière du Castor består till största delen av jordbruksmark. Runt Rivière du Castor är det glesbefolkat, med 17 invånare per kvadratkilometer.